# Musa insularimontana
Musa insularimontana är en enhjärtbladig växtart som beskrevs av Bunzo Hayata. Musa insularimontana ingår i släktet bananer, och familjen bananväxter. Inga underarter finns listade i Catalogue of Life.